# انتخابات الرئاسة السريلانكية 1999
انتخابات الرئاسة السريلانكية 1999 هي الانتخابات الرئاسية التي جرت في 21 ديسمبر 1999، لانتخاب رئيس سريلانكا، فاز بالانتخابات تشاندريكا كماراتونغا.